# Симетричний граф

Граф Петерсена — (кубічний) симетричний граф. Будь-яка пара суміжних вершин може бути відображена на іншу через автоморфізм, бо будь-яке 5-вершинне кільце може бути відображене в будь-яке інше

В теорії графів, граф G є симетричним (або дуго-транзитивним) якщо, для будь-яких пар суміжних вершин u1—v1 і u2—v2 графа G, існує автоморфізм
f : V(G) → V(G)
такий, що
f(u1) = u2 and f(v1) = v2.
Інакше кажучи, граф симетричний, якщо група його автоморфізмів діє транзитивно над впорядкованими парами суміжних вершин (тобто, над орієнтованими ребрами). Такий граф іноді називають 1-дуго-транзитивний або прапорцево-транзитивний.
За визначенням (ігноруючи u1 і u2), симетричний граф без ізольованих вершин має також бути вершинно-транзитивним. Завдяки визначенню через відображення одного ребра на інше, симетричний граф має також бути реберно-транзитивним. Однак, реберно-транзитивний граф не має бути симетричним, бо a—b можуть відбиватись в c—d, але не в d—c. Наприклад, напівсиметричний граф є реберно-транзитивним і регулярним, але не вершинно-транзитивним.
Таким чином, кожний зв'язний симетричний граф має бути і вершинно-транзитивним, і реберно-транзитивним, зворотне твердження теж правильне для графів непарних степенів. Однак, для парних степенів, існують зв'язні вершинно-транзитивні і реберно-транзитивні, але не симетричні графи. Такі графи називаються напівтранзитивними. Найменший зв'язний напівтранзитивний граф це граф Хольта, зі степенем 4 і 27 вершинами. Деякі автори використовують термін «симетричний граф» для позначення графів, що вершинно-транзитивні і реберно-транзитивні, радше ніж дуго-транзитивні. Таке визначення охоплює напівтранзитивні графи, які виключені визначенням поданим вище.
У відстанево-транзитивного графа замість розглядання пар суміжних вершин (тобто вершин на відстані 1), визначення розглядає дві пари вершин, кожна з однаковою відстанню між вершинами. Такий граф автоматично симетричний за визначенням.
Визначимо t-дугу як послідовність з t+1 вершин таких, що будь-які дві послідовні вершини суміжні, з допустимою відстанню між вершинами, що повторюються, більшою за два кроки. T-транзитивний граф це такий граф, що група автоморфізмів діє транзитивно на t-дугах, але не на (t+1)-дугах. Через те, що 1-дуги це просто ребра, кожний симетричний граф степені 3 або більше має бути t-транзитивний для деякого t, і значення t можна використати для подальшої класифікації симетричних графів. Куб є 2-транзитивним, наприклад.

## Приклади
Поєднання умови симетричності з накладанням обмеження кубічності на граф (тобто всі вершини мають степінь 3) породжує дуже сильну умову, і такі графи становляться досить рідкісними, щоб бути занесеними в список. Перепис Фостера (англ. Foster census) і його розширення подають такі списки. Перепис Фостера був початий в 1930 році Рональдом Фостером коли він працював у Bell Labs, і в 1988 (коли Фостеру було 92) складений на той момент його перелік (список всіх кубічних симетричних графів до 512 вершин) був опублікованим у формі книги. Перші тринадцять елементів цього списку це кубічні симетричні графи до 30 вершин (десять з них також відстанево-транзитивні; винятки позначені):
| Вершин | Діаметр | Обхват | Граф                                             | Примітки                                |
| ------ | ------- | ------ | ------------------------------------------------ | --------------------------------------- |
| 4      | 1       | 3      | Повний граф K4                                   | відстанево-транзитивний, 2-transitive   |
| 6      | 2       | 4      | Повний двочастковий граф K3,3                    | відстанево-транзитивний, 3-транзитивний |
| 8      | 3       | 4      | Вершини і ребра куба                             | відстанево-транзитивний, 2-транзитивний |
| 10     | 2       | 5      | Граф Петерсена                                   | відстанево-транзитивний, 3-транзитивний |
| 14     | 3       | 6      | Граф Хівуда                                      | відстанево-транзитивний, 4-транзитивний |
| 16     | 4       | 6      | Граф Мебіуса — Кантора                           | 2-транзитивний                          |
| 18     | 4       | 6      | Граф Паппуса                                     | відстанево-транзитивний, 3-транзитивний |
| 20     | 5       | 5      | Вершини і ребра додекаедра                       | відстанево-транзитивний, 2-транзитивний |
| 20     | 5       | 6      | Граф Дезарга                                     | відстанево-транзитивний, 3-транзитивний |
| 24     | 4       | 6      | Граф Науру (узагальнений граф Петерсена G(12,5)) | 2-транзитивний                          |
| 26     | 5       | 6      | Граф F26A                                        | 1-транзитивний                          |
| 28     | 4       | 7      | Граф Коксетера                                   | відстанево-транзитивний, 3-транзитивний |
| 30     | 4       | 8      | Граф Тютте-Коксетера                             | відстанево-транзитивний, 5-транзитивний |

Іншими добре відомими кубічними симетричними графами є граф Діка, граф Фостера і граф Біґґса–Сміта. Десять відстанево-транзитивних графів, які перелічені вище, разом із графом Фостера і графом Біґґса—Сміта, є єдиними кубічними відстанево-транзитивними графами.
Некубічні симетричні графи включають циклічні графи (степеня 2), повні графи (степеня 4 або вище, коли вони мають 5 або більше вершин), графи гіперкуби (степеня 4 або вище, коли вони мають 16 або більше вершин), і графи утворені вершинами і ребрами октаедра, ікосаедра, кубооктаедра та ікосододекаедра. Граф Радо є прикладом симетричного графа з нескінченною кількістю вершин і нескінченним степенем.